# Oakville (Iowa)
Pour les articles homonymes, voir Oakville.
Oakville est une ville du  comté de Louisa, en Iowa, aux États-Unis. Elle est fondée en 1891 et incorporée le 27 octobre 1902.

## Source de la traduction
- (en) Cet article est partiellement ou en totalité issu de l’article de Wikipédia en anglais intitulé « Oakville, Iowa » (voir la liste des auteurs).